# Aliou Cissé
Aliou Cissé (ur. 24 marca 1976 w Ziguinchor) – senegalski piłkarz, który grał na pozycji defensywnego pomocnika lub środkowego obrońcy, a obecnie trener piłkarski i selekcjoner reprezentacji Senegalu.

## Kariera piłkarska
Aliou Cissé swoją karierę rozpoczął w 1994 roku, kiedy to podpisał kontrakt z francuskim klubem – Lille OSC. Rozegrał jednak tam tylko jednak sześć spotkań, nie strzelając przy tym żadnego gola.
W sezonie 1997/1998 Cissé przeszedł do innego klubu z Francji – CS Sedan. Nie rozegrał w nim jednak żadnego spotkania.
Od 1998 roku Aliou Cissé grał w barwach klubu Paris Saint-Germain. Rozegrał w tym klubie 43 spotkania oraz zdobył jedną bramkę. Grał tutaj do 2001 roku.
Cissé w sezonie 2001/2002 podpisał kontrakt z Montpellier HSC. Rozegrał tam 19 spotkań, zdobywając przy tym, podobnie jak w PSG jedną bramkę.
2002 rok był rokiem, w którym Cissé po raz pierwszy grał dla klubu spoza Francji. Podpisał dwuletni kontrakt z angielską drużyną Birmingham City. Wystąpił w barwach tego klubu 36 razy, ale nie strzelił żadnego gola.
W 2004 roku przeszedł za 300.000 funtów do kolejnego angielskiego klubu – Portsmouth F.C., grał tam dwa lata i wystąpił w 23 spotkaniach i podobnie jak w Birmingham nie zdobył żadnej bramki.
W 2006 roku podpisał kontrakt z CS Sedan. Rozegrał dla niego łącznie 21 ligowych pojedynków i zdobył jednego gola.
W 2008 roku Cissé odszedł do Nîmes Olympique, a po sezonie w Ligue 2 zakończył karierę.

## Kariera reprezentacyjna
Aliou Cissé grał w piłkarskiej reprezentacji Senegalu od 1995 roku. Był jednym z piłkarzy, którzy na Mistrzostwach Świata 2002 dotarli do ćwierćfinału. W senegalskiej reprezentacji grał z numerem 6.

## Kariera trenerska

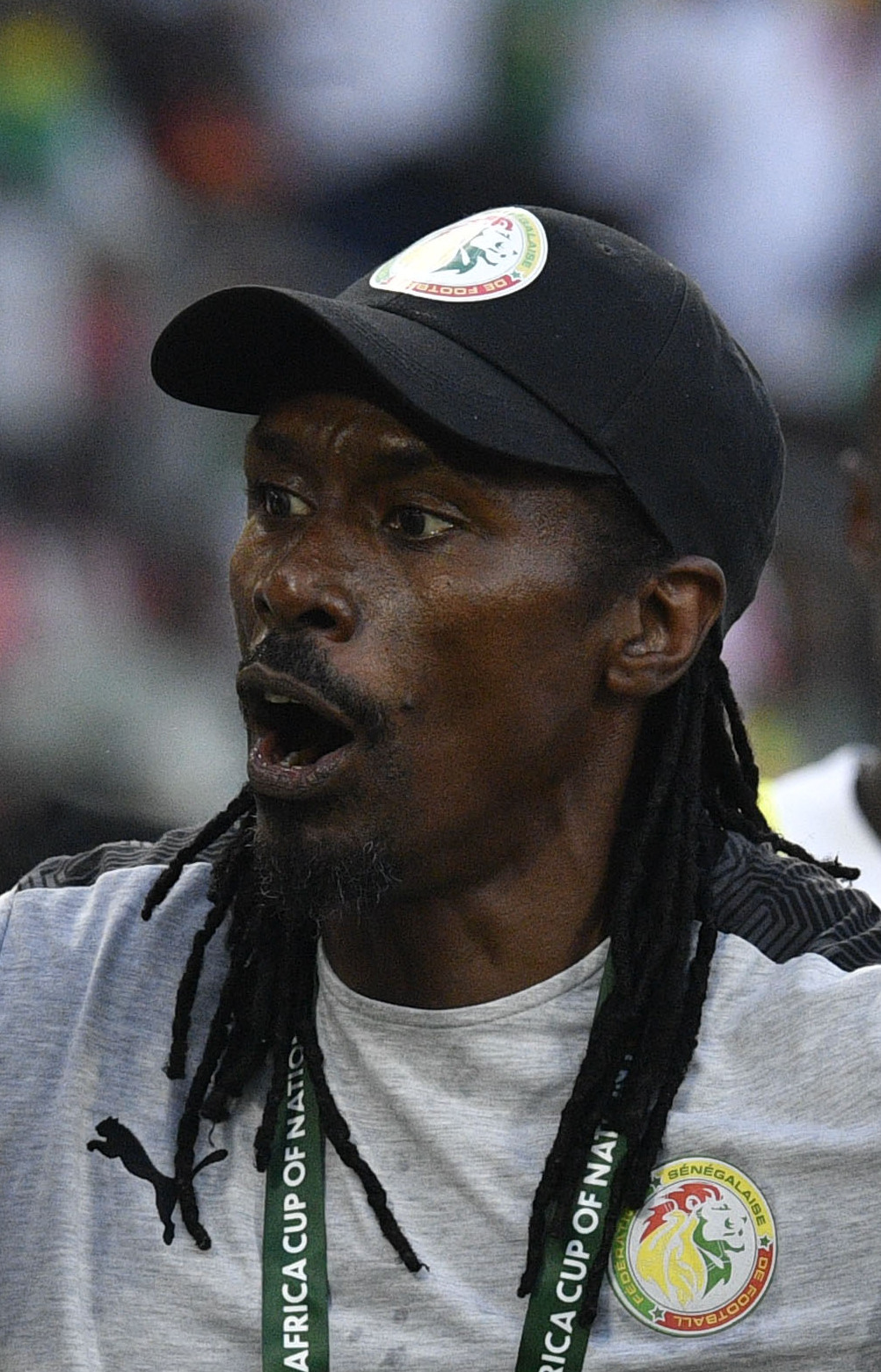
Cissé podczas Pucharu Narodów Afryki 2023

W lutym 2012 roku, po zwolnieniu selekcjonera reprezentacji Senegalu Amary Traoré, Aliou Cissé wraz z Karimem Ségą Dioufem był tymczasowym szkoleniowcem reprezentacji. W lipcu 2012 opiekę nad kadrą przejął Joseph Koto.
W latach 2013–2015 Cissé prowadził reprezentację Senegalu do lat 23.
5 marca 2015 Cissé podpisał czteroletni kontrakt na samodzielne prowadzenie reprezentacji Senegalu. Awansował z nią do Pucharu Narodów Afryki 2017. W 2018 wystąpił na Mistrzostwach Świata w Rosji, gdzie Senegal zakończył zmagania w fazie grupowej. Rok później, awansował do Pucharu Narodów Afryki 2019, gdzie ostatecznie doprowadził swoją drużynę do srebrnego medalu. W  Pucharze Narodów Afryki 2021 osiągnął ze swoją drużyną historyczny sukces, zwyciężając w finale, po rzutach karnych, reprezentację Egiptu.

## Statystyki kariery trenerskiej
| Zespół  | Od           | Do      | Statystyka | Statystyka | Statystyka | Statystyka | Statystyka |
| Zespół  | Od           | Do      | M          | W          | R          | P          | % W        |
| ------- | ------------ | ------- | ---------- | ---------- | ---------- | ---------- | ---------- |
| Senegal | 5 marca 2015 | obecnie | 92         | 56         | 23         | 13         | 60,87      |
| Łącznie | Łącznie      | Łącznie | 92         | 56         | 23         | 13         | 60,87      |